# Москаль-чарівник (фільм, 1995)
Москаль-чарівник — український комедійний фільм режисера Миколи Засєєва-Руденка за мотивами однойменного водевілю Івана Котляревського.

## Опис
Михайло їде по своїх справах, а дружина Тетяна залишається вдома. Одного разу в гості зайшов писарчук Фінтик, великий любитель чужих дружин. Його запевнення, що він «найгарячіший вогонь любові», викликає у Тетяни посмішку. Але веселе кокетство почалося, тим більше що молодій жінці підіграє її постоялець солдат Лихий. Раптово повертається чоловік…
У фільмі широко представлено український фольклор.

## У ролях
| Актор                | Роль             |
| -------------------- | ---------------- |
| Богдан Бенюк         | москаль-чарівник |
| Олександр Бондаренко | Михайло          |
| Руслана Писанка      | Тетяна           |
| Костянтин Шафоренко  | Фінтик           |
| Георгій Дрозд        |                  |

## Нагороди, Номінації, Фестивалі
- 1996 — Приз глядацьких симпатій «Кришталевий ангел» МКФ в Славутичі, (Україна);
- 1996 — Другий приз фестивалю і приз глядацьких симпатій МКФ у Гатчині, (Росія);
- 1997 — Приз «За найвеселіший фільм» Ялтинського МКФ (Україна).